# Ambros
Ambros – polski herb szlachecki, nadany w zaborze austriackim.

## Opis herbu
W polu błękitnym, na posadzce szachowanej czerwono-biało, lew złoty, wspięty, trzymający w prawej łapie takąż wagę, w lewej takież rózgi liktorskie. Klejnot: Pół lwa jak w godle, bez rózeg. Labry: Z prawej błękitne, podbite złotem, z lewej czerwone, podbite srebrem.

## Najwcześniejsze wzmianki
Nadany Janowi Ambrosowi, wykładowcy prawa z Uniwersytetu Lwowskiego razem z pierwszym stopniem szlachectwa (Edler von) i predykatem (przydomkiem) von Rechtenberg w Galicji 5 lutego 1790 roku. Herb (rózgi liktorskie i waga) nawiązuje wprost do zawodu prawnika.

## Herbowni
Ambros Edler von Rechtenberg.